# Проблем за демаркация
Проблем за демаркация е понятие от философията на науката, което означава определяне на границите между наука и псевдонаука изобщо (а не между конкретни научни и лъженаучни теории). Дебатът по темата продължава повече от столетие между философи на науката и учени от различни области, въпреки постигнатото основно съгласие по основите на научния метод. Демаркацията между наука и псевдонаука е част от по-общата задача за определяне на това какви убеждения могат да бъдат обосновани епистемологически.
Карл Попър нарича проблема за демаркацията „централен проблем във философията на науката“ . От друга страна, редица съвременни философи и историци на науката отричат самата идея за разграничаване, като я наричат псевдопроблем. Понастоящем във философията на науката съществува много повече съгласие по частните критерии, отколкото по общия критерий за демаркация между наука и ненаука.